# Lente- en herfstannalen
De Lente- en Herfstannalen (Chunqiu) is een hofkroniek van de Chinese staat Lu. Het werk beschrijft onpersoonlijk, uiterst beknopt en op strikt chronologische wijze gebeurtenissen die tussen 722 en 481 v.Chr. hebben plaatsgevonden en vormt zo het oudste nu nog bestaande annalistische werk uit de Chinese geschiedenis. 'Lente en Herfst' was in het oude China een veel gebruikte metonymie om het begrip 'jaar' weer te geven.
Volgens de tradities zou Confucius, eveneens afkomstig uit Lu, het werk persoonlijk hebben samengesteld. Hij zou door subtiel woordgebruik zijn voorkeur voor of afkeer van bepaalde gebeurtenissen hebben gegeven. De Annalen werden daardoor tot de Vijf Klassieken gerekend en behoren daarmee tot de Confucianistische Klassieken. In de traditionele historiografie werd de deelperiode van de Oostelijke Zhou-dynastie tussen 770 en 476 v.Chr., onder verwijzing naar de titel van de kroniek, Periode van Lente en Herfst genoemd. Drie commentaren op de kroniek zijn elk volledig met de Annalen versmolten. Zij worden sinds de Tang-tijd beschouwd als drie afzonderlijke werken. De drie versies van de Lente- en Herfstannalen vormen dan ook elk een apart onderdeel van de dertien Confucianistische Klassieken.

## Inhoud

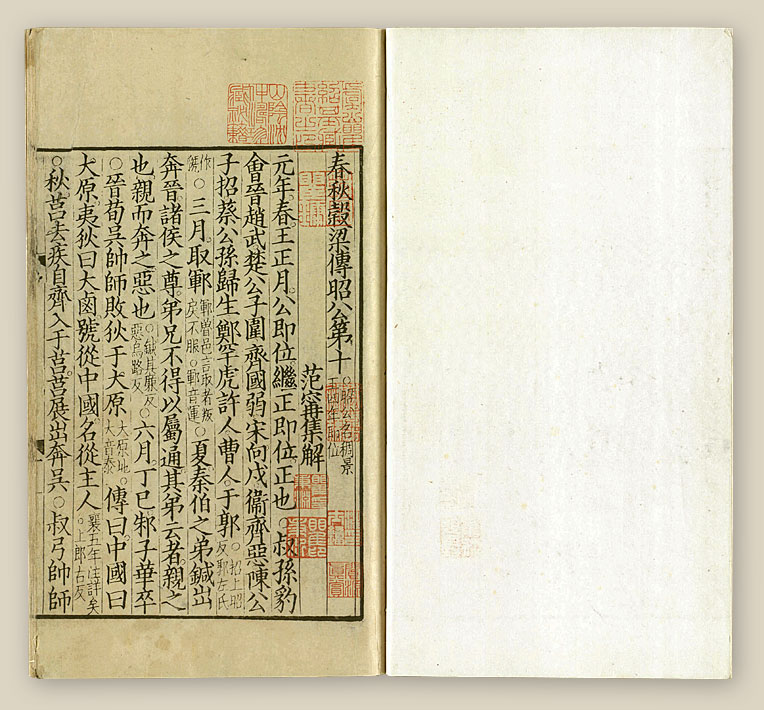
Eerste pagina van de Lente- en Herfstannalen. Tussen de hoofdtekst is het commentaar van Guliang gevoegd, zoals geannoteerd door Fan Ning. Gedrukt gedurende jaartitel 'Shaoxi' (1190–1194) van keizer Guangzong. (Nationaal Paleis Museum, Taipei, Taiwan)

Het werk kenmerkt zich door de zeer beknopte wijze waarop de gebeurtenissen zijn beschreven. De gehele kroniek bevat slechts 16.771 karakters, dat wil zeggen een gemiddelde van 70 per behandeld jaar. De kortste vermelding staat bij 715 v.Chr. en luidt ming (螟, ongedierte), waarmee de Katoendaguil werd bedoeld, een mottensoort die berucht was voor het aanvreten van sojaplanten.
De kroniek beschrijft gebeurtenissen zoals die hebben plaatsgevonden onder twaalf hertogen van Lu. Het ging daarbij niet alleen om binnenlandse politieke gebeurtenissen, maar ook om diplomatieke conferenties en oorlogen tussen feodale staten. Met name worden de relaties behandeld tussen Qi, Jin, Qin en Chu, de vier toen machtigste feodale staten. Verder zijn aardbevingen, natuurrampen, zons- en maansverduisteringen vermeld. De aard van de beschrijving is volledig onpersoonlijk.

## Relatie met Confucius
Omdat de kroniek eindigde in 481 v. Chr, twee jaar voor de dood van Confucius werd traditioneel aangenomen dat hij de kroniek had samengesteld. De eerste die dit vermeldde was Mencius. Volgens hem zou Confucius hebben gezegd: "Zij die mij begrijpen zullen dat doen via de Lente- en Herfstannalen, zij die mij veroordelen zullen dat doen via de Lente- en Herfstannalen" (De Mencius IIIB.9). Door deze opmerking is er tot in de 19e eeuw een groot aantal commentaren geschreven op de Lente- en Herfstannalen. Daarin werd gezocht naar subtiele woordkeuzes (weiyan dayi, 微言大義, 'delicate woorden met diepere betekenis'), die Confucius zou hebben gebruikt om aan te geven welke historische gebeurtenissen hij afkeurde en waar hij mee instemde (baobian, 褒貶, 'lof en blaam'). Pas in de loop van de 20e eeuw raakte de kroniek deze vermeende relatie met Confucius kwijt. Sindsdien wordt het werk uitsluitend gezien als een kroniek, een (gort)droog overzicht van politieke gebeurtenissen uit de periode van de Lente en Herfst.

## Commentaren
In Hanshu worden vijf commentaren op de Lente- en Herfstannalen genoemd. Twee van deze commentaren, Zoushi (鄒氏, 'Commentaar van mijnheer Zou') en Jiashi (夾氏, 'Commentaar van mijnheer Jia') zijn verloren geraakt. De drie andere commentaren zijn elk volledig versmolten met de kroniek en worden in die vorm als drie afzonderlijk werken tot de dertien Confucianistische Klassieken gerekend:
- Het Commentaar van Mijnheer Zuo. Dit werk was oorspronkelijk geen commentaar op de Lente- en Herfstannalen, maar een zelfstandige kroniek die later is opgesplitst om te kunnen worden ingepast in de Lente- en herfstannalen. De beschreven gebeurtenissen wijken in beide werken zeer van elkaar af. Bovendien is de beschrijving in het Commentaar van Zuo veel uitgebreider en zijn de gebeurtenissen regelmatig voorzien van anekdotes. Verder loopt het werk door tot 463 v. Chr, achttien jaar langer dan de Lente- en Herfstannalen. Sinds de Tang-dynastie werd het commentaar van Zuo standaard als integraal onderdeel van de Lente- en Herfstannalen beschouwd. Het werk werd onder de titel Chunqiu Zuoshihzuan (Lente- en Herfstannalen volgens de traditie van Zuo) opgenomen in de Confucianistische canon van de Dertien Klassieken.
- Het Commentaar van Gongyang is een commentaar in de vorm van een 'katechismus', dat wil zeggen vragen en antwoorden. Daarbij werd gezocht naar subtiele verwoordingen van 'instemming en afkeuring' (baobian, 褒貶) die Confucius zou hebben gegeven aan de beschreven gebeurtenissen. Op die manier kon commentaar worden gegeven op de morele en politieke gevolgen van die gebeurtenissen. Mogelijk bestond het commentaar van Gongyang reeds in de periode van de Strijdende Staten.
- Het Commentaar van Guliang gaf, net als dat van Gongyang, commentaar op de beschreven gebeurtenissen in de vorm van vraag en antwoord. Omdat het commentaar van Guliang onderdelen uit het commentaar van Gongyang citeerde en soms ook aanvulde, nam men aan dat het commentaar van Guliang later was ontstaan dan dat van Gongyang, mogelijk pas gedurende de Han-dynastie.

De drie commentaren hebben hun oorsprong in drie verschillende interpretaties van de Lente-en Herfstannalen en waren mogelijk gebaseerd op verschillende versies van de kroniek. De versies van Gongyang en Guliang waren nieuwe tekst-versies (jinwen). Zij wilden de verborgen, metafysische bedoeling van Confucius achterhalen door het bestuderen van zijn woordkeuzes. Deze richting werden tijdens de vroege-Han beschouwd als de orthodoxe interpretatie.
Liu Xin ontdekte volgens Hanshu een tweede, tot dat moment onbekende versie van de Annalen in het geheime deel van de keizerlijke bibliotheek. Dit werk was geschreven in de oude tekst (guwen), was niet verbonden met een bestaand commentaar en liep twee jaar langer door dan de versies gebruikt door Gongyang en Guliang. Het werk staat in het bibliografische hoofdstuk van Hanshu vermeld als Chunqiu gujing (春秋古經, 'de oude versie van het boek van de Lente en Herfst'). Ook ontdekte Liu Xin een oude-tekst versie van het 'Commentaar van Mijnheer Zuo' (in Hanshu vermeld als Zuoshi zhuan, 左氏傳). Hij gebruikte dat commentaar om de door hem gevonden versie van de Annalen te verduidelijken. Liu Fenglu (劉逢祿, 1776-1829) was de eerste geleerde die deze traditie in twijfel trok. Hij beschouwde Zuoshi zhuan als een vervalsing gemaakt door Liu Xin om de usurpatie door Wang Mang te rechtvaardigen. Liu Fenglu startte daarmee een discussie die tot in de 20e eeuw zou duren. (Zie voor meer details over deze discussie het lemma Commentaar van Zuo).

## Andere hofkronieken
Vanwege de relatie met Confucius is alleen de kroniek van Lu volledig bewaard gebleven. Men neemt aan dat gedurende de Oostelijke Zhou ook andere feodale staten soortgelijke hofkronieken hebben bijgehouden. Zo worden in het hoofdstuk Minggui (明鬼, 'het overduidelijk bestaan van geesten') van Mozi hofkronieken genoemd van Zhou, Yan, Song en Qi. Van twee andere hofkronieken zijn de namen overgeleverd, die van Chu heette Taowu (檮杌) en die van Jin werd Cheng (乘) genoemd. Van de hofkroniek van Wei, de Bamboe-annalen, bestaan slechts gecompileerde fragmenten en een (mogelijk vervalste) versie uit de Ming-tijd. De kroniek van Qin is vrijwel zeker gebruikt door Sima Qian voor zijn vijfde hoofdstuk van de Shiji, waarin hij de geschiedenis van de feodale staat Qin beschreef. In 1975 zijn te Shuihudi (睡虎地, nabij Yunmeng 雲夢, Hubei) duizenden beschreven bamboe plankjes gevonden. Zij dateren uit de late Qin-tijd (rond 217 v.Chr.) en bevatten delen van een kroniek van de (feodale) staat Qin.

## Andere werken met Lente en Herfst in de titel
Lente en Herfst was in het oude China een veel gebruikte metonymie om het begrip jaar weer te geven. De termen zijn dan ook vaak gebruikt in titels van geschriften:
- Historische kronieken in de vorm van annalen:
  - 'Lente- en herfstannalen van Chu en Han', (Chu Han Chunqiu, 楚漢春秋), toegeschreven aan Lu Jia (陸賈, c.228-c.140 v.Chr.). Een kroniek van de strijd tussen Chu en Han na de val van de Qin-dynastie en de uiteindelijke vestiging van de Han-dynastie. Het werk is gebruikt door Sima Qian voor zijn Shiji. De huidige versie is later uit overgebleven fragmenten gereconstrueerd.
  - 'Lente- en herfstannalen van Wu en Yue' (Wu Yue chunqiu, 吳越春秋). Historische kroniek van de staten Wu en Yue voor de periode van Lente en Herfst en de periode van de Strijdende Staten. Samenstelling van het werk is toegeschreven aan Zhao Ye (趙曄), uit de late Han-periode.
  - Lente- en herfstannalen van de Zestien Koninkrijken. Kroniek van de (niet als legitiem beschouwde) Zestien Koninkrijken. Het originele werk uit de 6e eeuw na Chr. is verloren geraakt. De huidige versies zijn later uit overgebleven fragmenten gereconstrueerd.
  - Lente- en herfstannalen van de Tien Koninkrijken (Shiguo Chunqiu, 十國春秋) door Wu Renchen (吳任臣, 1628?-1689?). Beschrijft de geschiedenis van de (niet als legitiem beschouwde) Tien Koninkrijken, die tussen 907 en 960 in Zuid-China bestonden.
- Werken van filosofische en kosmologische aard:
  - "Overdadige dauw van lente en herfst" (Chunqiu fanlu, 春秋繁露). Filosofisch werk toegeschreven aan Dong Zhongshu (董仲舒, 179-104 v.Chr.) en daterend uit de westelijke Han-periode. Genoemd naar de titel van een van de essays, een commentaar op de Lente- en Herfstannalen.
  - "Lente en herfst van mijnheer Lü" (Lüshi chunqiu, 呂氏春秋). Filosofisch werk toegeschreven aan Lü Buwei (呂不韋, †235 v.Chr.), maar feitelijk daterend uit de Han-tijd.
  - "Lente en herfst van mijnheer Yan" (Yanzi chunqiu, 晏子春秋), ook wel de 'verhalen van Meester Yan'. Vermaningen en historische anekdotes toegeschreven aan Yan Ying (晏嬰, 589?-500 v.Chr.). Het werk stamt mogelijk uit de periode van de Strijdende Staten, maar is in zijn huidige vorm pas in de eerste eeuw v.Chr. door Liu Xiang samengesteld.

## Vertalingen
- Legge, James, The Ch'un ts'ew, with the Tso chuen in: The Chinese classics with a translation, critical and exegetical notes, prolegomena, and copious indexes, deel 5 (in 2 delen), Hongkong (Lane, Crawford & Co) en London (Trübner & Co) 1872 (933 p.) (Volledige vertaling van de Lente- en Herfstannalen inclusief het commentaar van mijnheer Zuo).

Herdrukken: 
Hong Kong (Hong Kong University Press) 1960
Taipei (Southern Materials Center SMC) 1983, ISBN 957-638042-1.
- Couvreur, Séraphin, Tch'ouen ts'iou et Tso tchouan. Texte chinois avec traduction française, Ho Kien Tou (Imprimerie de la Mission catholique) 1914, 3 delen. (Volledige vertaling van de Lente- en Herfstannalen inclusief het commentaar van mijnheer Zuo).

Herdruk onder de titel La chronique de la principauté de Lòu. Ch'un ch'iu tso chuan. Tch'ouen ts'iou et Tso tchouan, Parijs (Cathasia) 1951, Série culturelle des Hautes études de Tien-Tsin.